# إس 4 بي

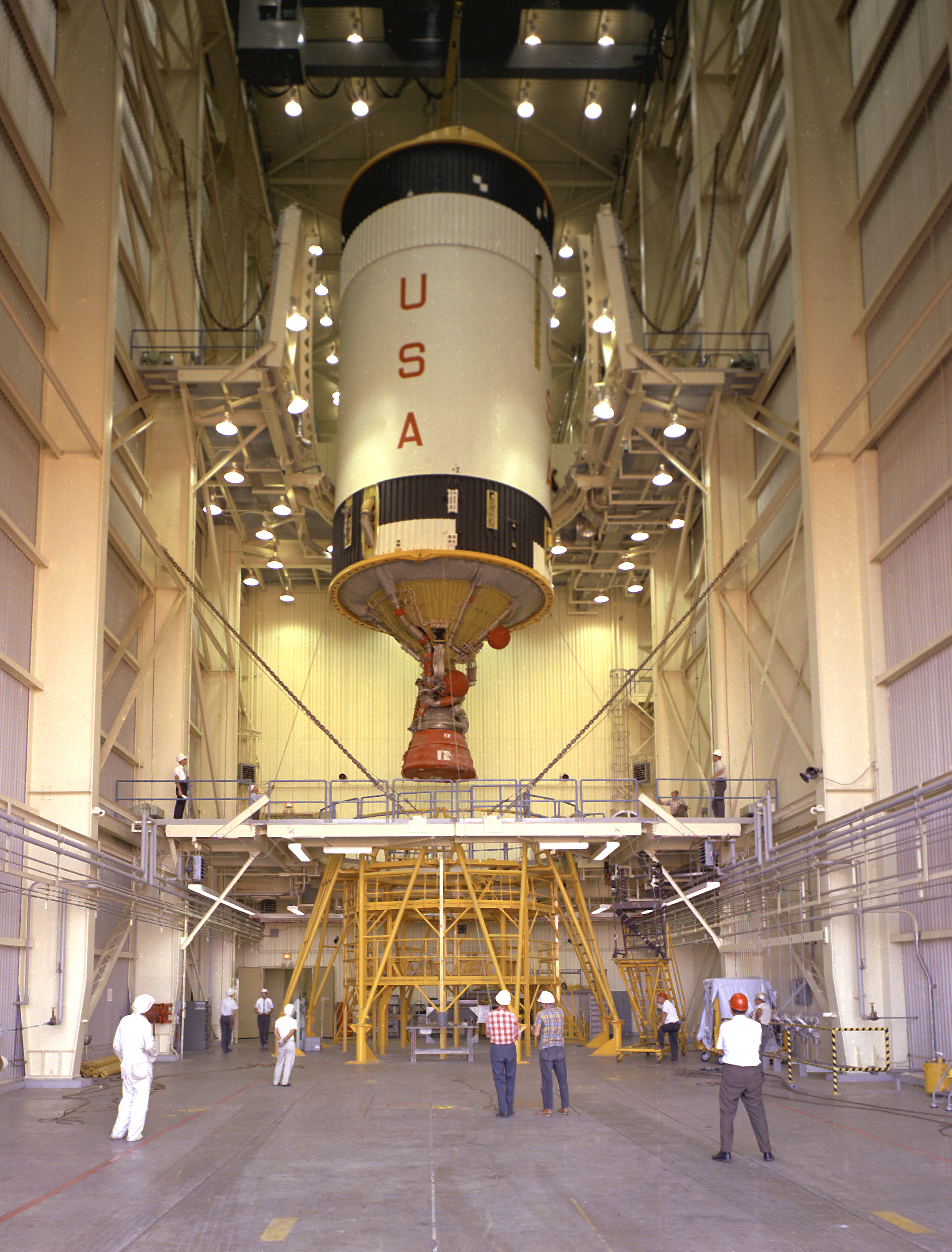
مرحلة إس 4 بي 206 التي استُخدمت في لإطلاق محطة سكايلاب 2.

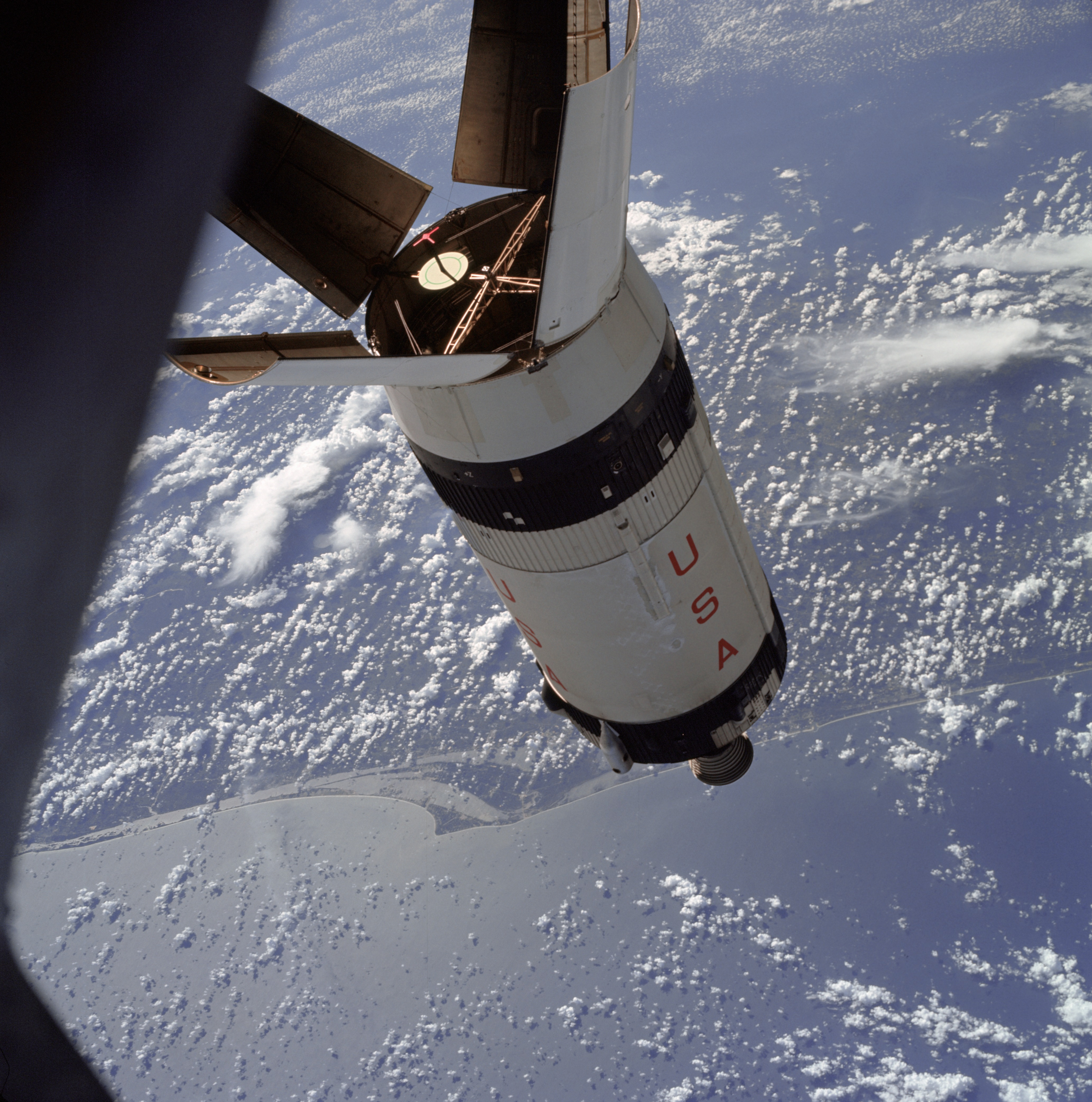
مرحلة إس 4 بي الخاصة بمهمة أبولو 7 فوق كيب كانافيرال.

كانت إس 4 بي (بالإنجليزية: S-IVB) المرحلة الثالثة لصاروخ ساتورن 5 والمرحلة الثانية لصواريخ ساتورن 1 بي. بُنيت المرحلة من قبل شركة طائرات دوغلاس، وزُودت بمحرك صاروخي من نوع جاي 2. أثناء المهمات القمرية، أُطلِق محرك المركبة مرتين: أولًا للدخول في مدار أرضي بعد انفصال المرحلة الثانية، ثم للدخول في مدار انتقالي قمري (تي إل آي).

## نظرة تاريخية

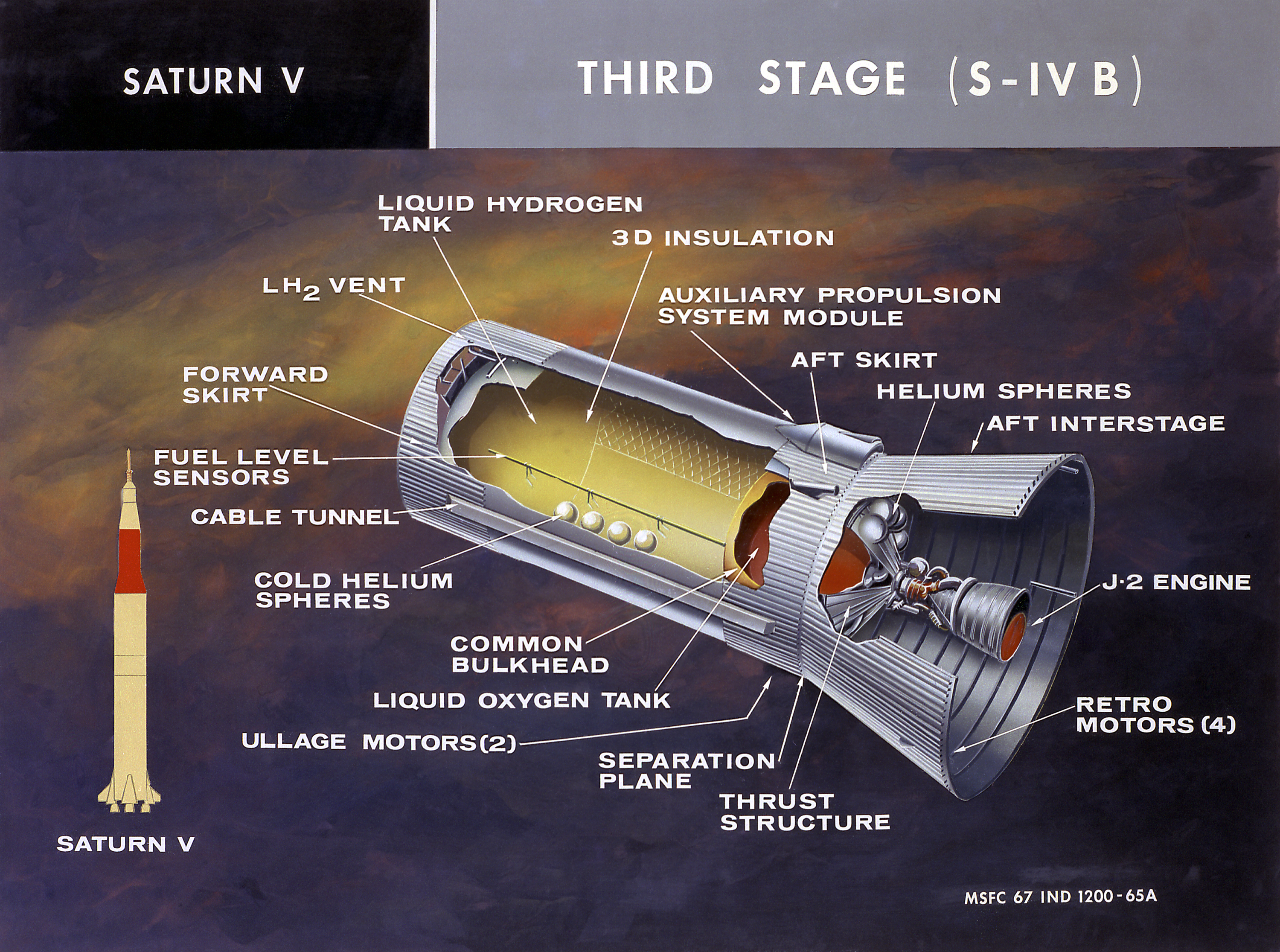
صورة توضيحية لأجزاء مرحلة إس 4 بي الخاصة بصاروخ ساتورن 5.

مرحلة إس 4 بي هي نسخة معدلة من المرحلة العليا لصاروخ ساتورن 1، المُسمى إس 4، وكانت أول مرحلة يجري تصميمها لصاروخ ساتورن 5. زُودت مرحلة إس 4 بست محركات ولكنها استخدمت نفس نوع الوقود الخاص بإس 4 بي - الهيدروجين والأكسجين السائلين. كان من المفترض في الأصل أن تكون المرحلة الرابعة لصاروخ سي 4 المُخطط له، ومن هنا جاء اسم إس 4.
قدمت 11 شركة مقترحاتها لتصبح المقاول الرئيسي لبناء المرحلة بحلول الموعد النهائي في 29 فبراير 1960. قرر مدير ناسا تي. كيث جلينان في 19 أبريل منح العقد لشركة طائرات دوغلاس. جاءت شركة كونفير في المرتبة الثانية في عملية الاختيار، لكن جلينان لم يرغب في أن يُحتكر سوق الصواريخ التي تعمل بالهيدروجين السائل إذ كانت كونفير تبني بالفعل مرحلة سانتور الصاروخية.
في النهاية، قرر مركز مارشال لرحلات الفضاء استخدام صاروخ سي 5 (الذي سُمي لاحقًا ساتورن 5)، والذي تكون من ثلاث مراحل تتصدرها مرحلة إس 4 المُحدَّثة المُسمى إس 4 بي والذي زُودت بمحرك واحد من نوع جاي 2 بدلًا من مجموعة من المحركات. حصلت شركة دوغلاس على عقد بناء مرحلة إس 4 بي بسبب أوجه التشابه بينها وبين إس 4. في نفس الفترة، تقرر بناء صاروخ سي 1 بي (ساترون 1 بي) الذي استخدم أيضًا مرحلة إس 4 بي كمرحلة ثانية ولاختبار مركبة أبولو في مدار حول الأرض.

## الإعداد
بنت شركة دوغلاس نسختين مختلفتين من إس 4 بي، السلسلة 200 والسلسلة 500. استُخدمت السلسلة 200 من قبل صاروخ ساترون 1 بي واختلفت عن السلسلة 500 من ناحية أنها لم تحتوي على مرحلة وسيطة ممتدة وتمتعت بضغط هيليوم أقل على متنها لأنه لم يكن من الضروري إعادة تشغيلها. في السلسلة 500، كان يجب أن تمتد المرحلة الوسطية لتناسب القطر الأكبر لمرحلتي إس 1 سي وإس 2. تمتعت السلسلة 200 أيضًا بثلاث صواريخ صلبة لفصل مرحلة إس 4 بي عن مرحلة إس 1 بي أثناء الإطلاق. في السلسلة 500، استُخدم صاروخان بدلًا من ثلاثة، وأَضيفت وحدتين صغيرتين لنظام الدفع المساعد (إيه بّي إس) كمحركات نقصية لإعادة تشغيل محرك جاي 2 للتحكم بالمركبة أثناء الرحلة.

### نظام الدفع المساعد
جرى التحكم بالمركبة باستخدام محرك جاي 2 متمحور ومن خلال وحدتي إيه بّي إس أثناء الرحلة. استخدمت وحدات إيه بّي إس تحكمًا ثلاثي المحاور أثناء الرحلة، وتحكمًا التفافي أثناء إطلاق محرك جاي 2، والمحركات النقصية أثناء الإطلاق الثاني للمحرك. احتوت كل وحدة إيه بّي إس على منفثين بقوة 150 باوند (670 نيوتن) للالتفاف والميل، ومنفث بقوة 150 باوند (670 نيوتن) للانعراج، ومنفث بقوة 70 باوند (310 نيوتن) للمحركات النقصية. احتوت كل وحدة على خزانات وقود خاصة بها يتكون من رباعي أكسيد ثنائي النيتروجين بكتلة 150 باوند (68 كيلوجرام) ومونوميثيل هيدرازين بكتلة 115 باوند (52 كيلوجرام) بالإضافة إلى الهيليوم المضغوط للتحكم بضغط الوقود.